# Egide Boundono Simangoye
Pour les articles homonymes, voir Égide (homonymie).
 (mars 2009).
 (septembre 2024).
Egide Boundono Simangoye, né en 1954 à Moanda (est du Gabon), est un ingénieur, chef d'entreprise et ancien ministre gabonais.

## Biographie
Il est initialement ingénieur des mines, titulaire d'un DEA en Génie géologique et minier (INPL Nancy - 1978), diplômé également de ICG Paris (1982), formé au Gabon et en France. Il a été Directeur de la mine de manganèse Compagnie minière de l'Ogooué (Comilog) en 1982,  puis en 1991, Directeur général et Administrateur délégué à la Comuf (mine d'uranium (maintenant fermée) appartenant en majorité à Areva France et en minorité au gouvernement du Gabon. Il fut ensuite en 1999 Président Directeur Général de la SNBG (Société nationale des bois du Gabon), une entreprise publique.
Entré tard en politique, Egide Boundono Simangoye, nommé conseiller personnel du Président de la république, a conduit en 1998 la campagne électorale d'Omar Bongo à l'étranger.
Il a été nommé ministre des Travaux Publics et de la Construction en janvier 2001, et a tenté de rénover les infrastructures du pays. Il a aussi occupé le poste de Ministre de la Fonction Publique et de la Réforme Administrative en septembre 2004 ainsi que celui de Ministre des Sports en 2006 pour lequel il a ramené la CAN 2012 au Gabon et en Guinée équatoriale avant d'être exclu du gouvernement à la suite des réductions du nombre de portefeuilles. Nommé en 2008 Haut Commissaire à la Présidence de la République, chargé de la mise en place de la Zone Franche de l'Ile Mandji. Depuis juillet 2011, il est Président du Conseil de Surveillance de la Caisse des Dépôts et Consignations du Gabon.